# La tribu de Catalunya Ràdio

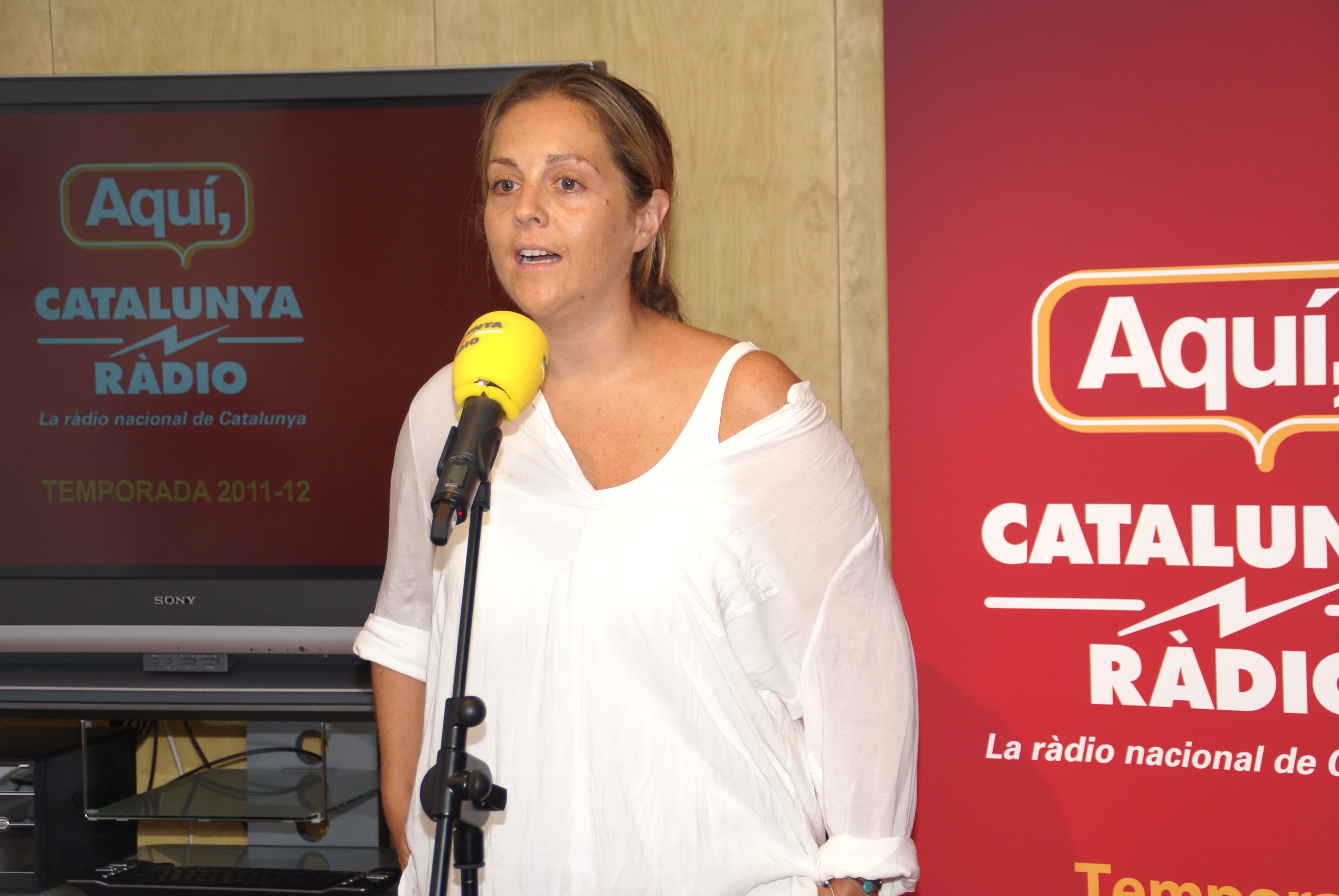
Tatiana Sisquella el 2011

La tribu de Catalunya Ràdio va ser un programa radiofònic que s'emetia a Catalunya Ràdio de dilluns a divendres de quatre a set del vespre. El programa va néixer la temporada 2011-2012. Estava presentat per Xavi Rosiñol, que va assumir-ne la presentació l'any 2014 arran de la mort de Tatiana Sisquella el 6 de febrer de 2014.
El programa comptava amb la col·laboració dels humoristes Carles Xuriguera i Fel Faixedas. L'any 2013 va rebre el guardó al Millor programa de ràdio de Ràdio Associació de Catalunya.
El grup parlamentari Ciutadans va presentar al CAC una queixa contra el programa del dia 23 de febrer de 2014 per comentaris crítics amb el partit. El CAC va desestimar la queixa perquè va considerar que "les expressions s'havien realitzat en el context d'un programa d'humor".
El darrer programa va ser el 14 de juliol de 2016.

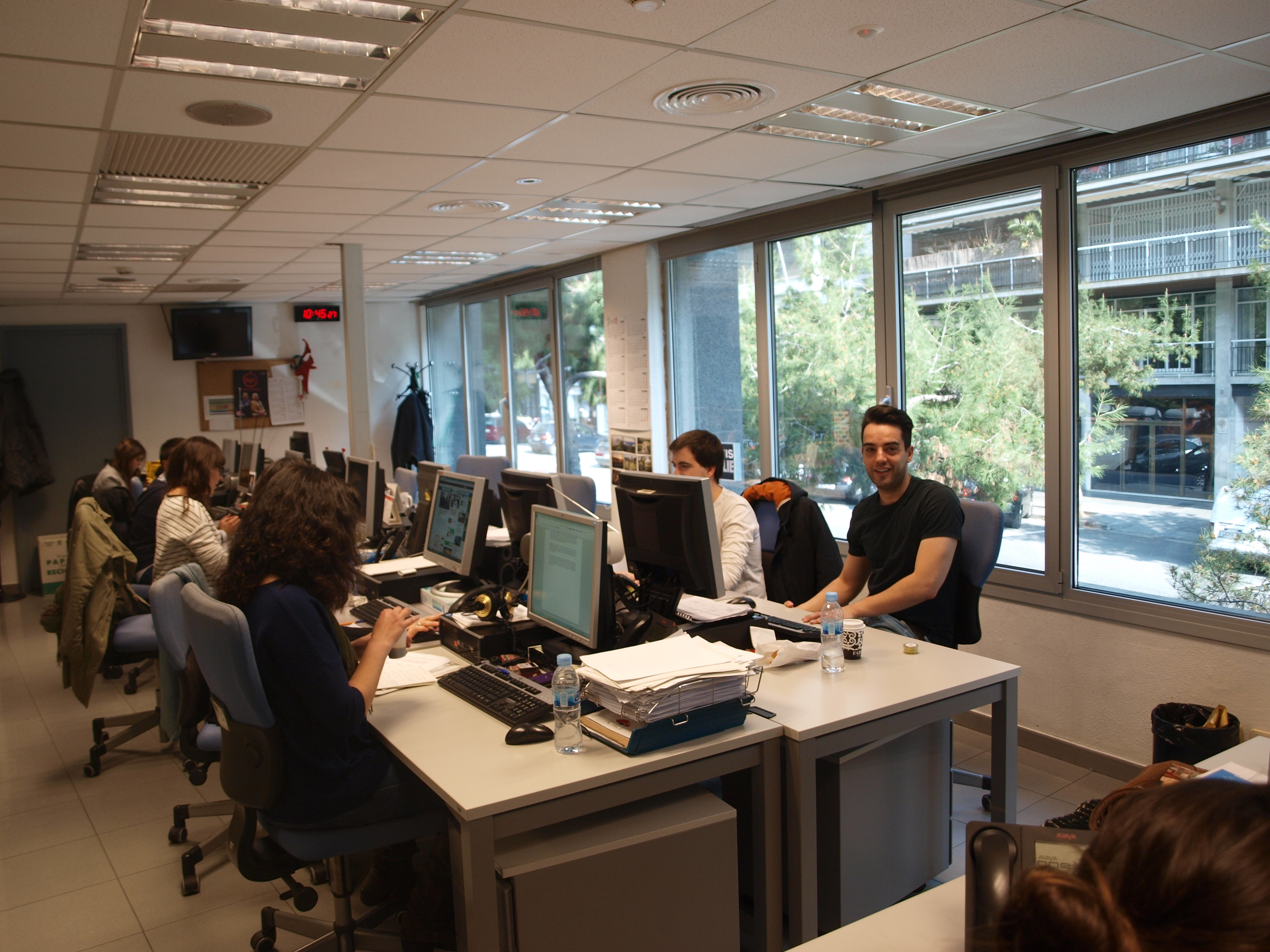
Redacció de la tribu
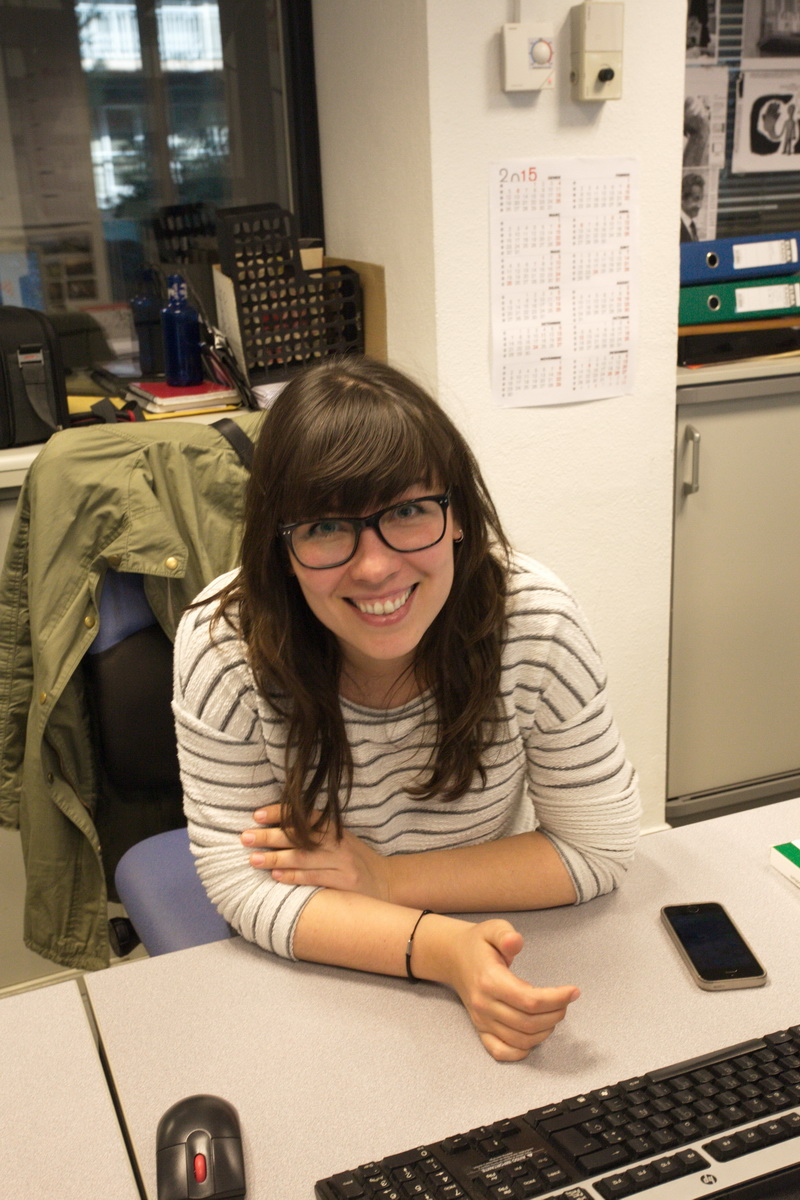
Marta Cristià
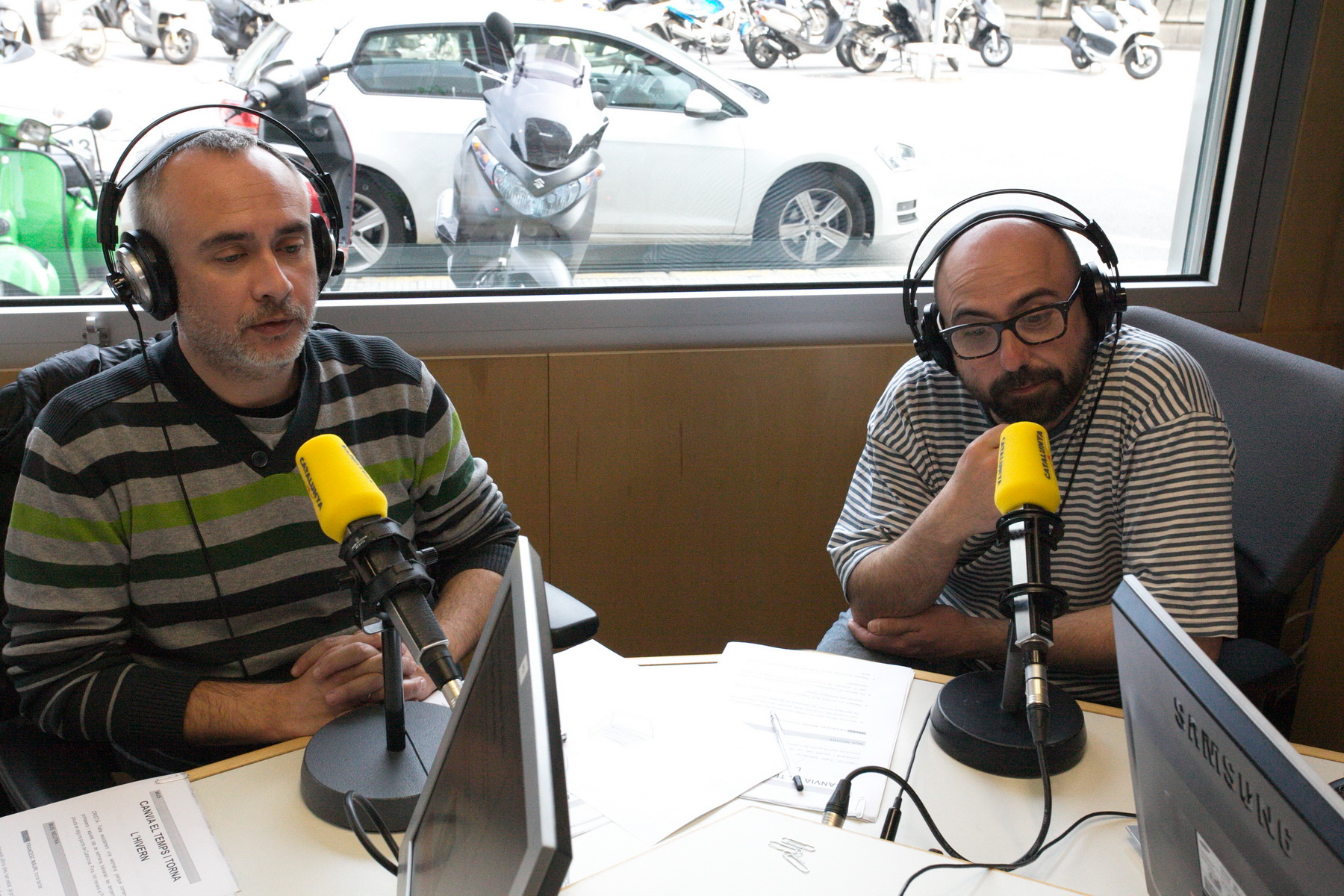
Fagedas i Xuriguera
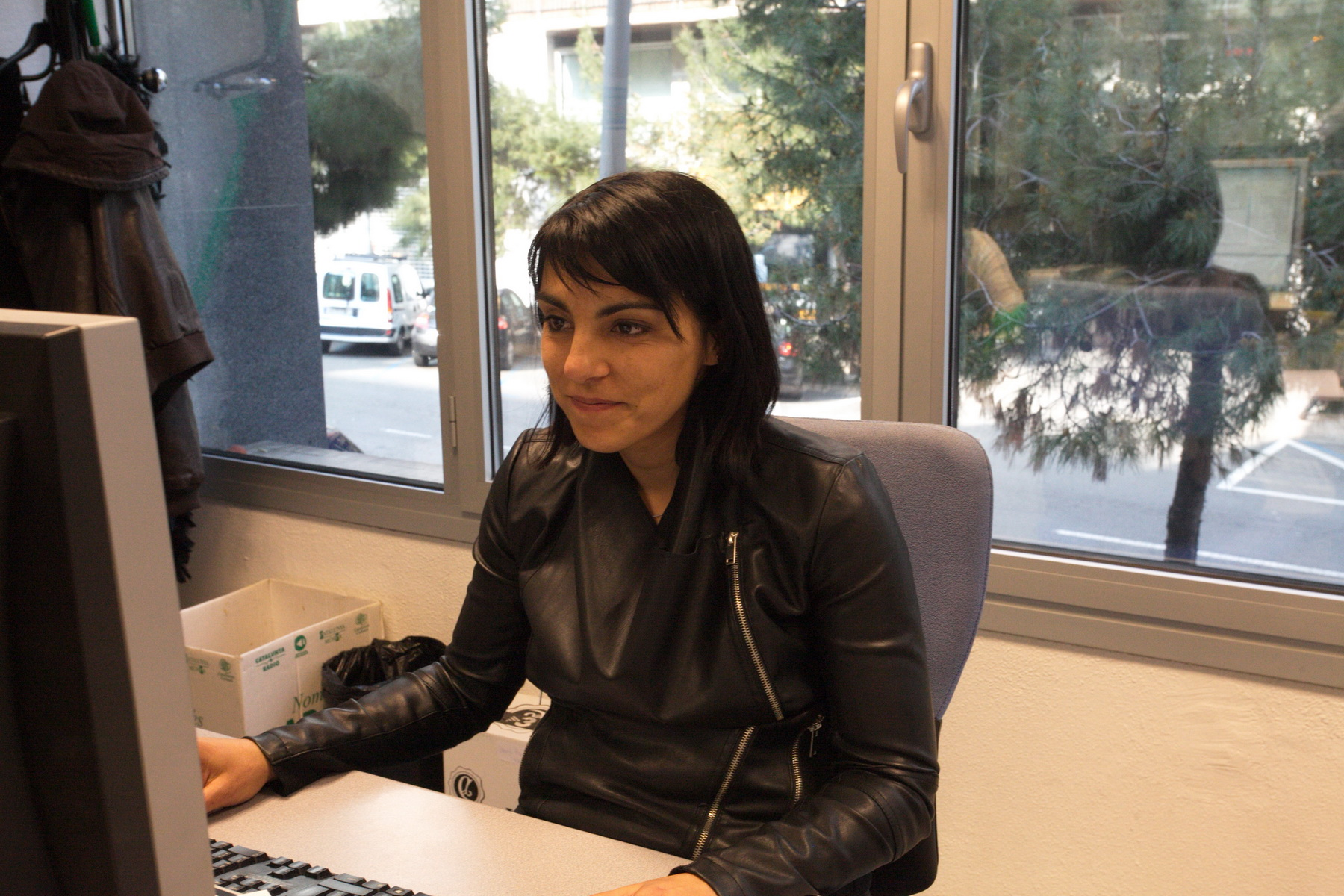
Mireia Mallol
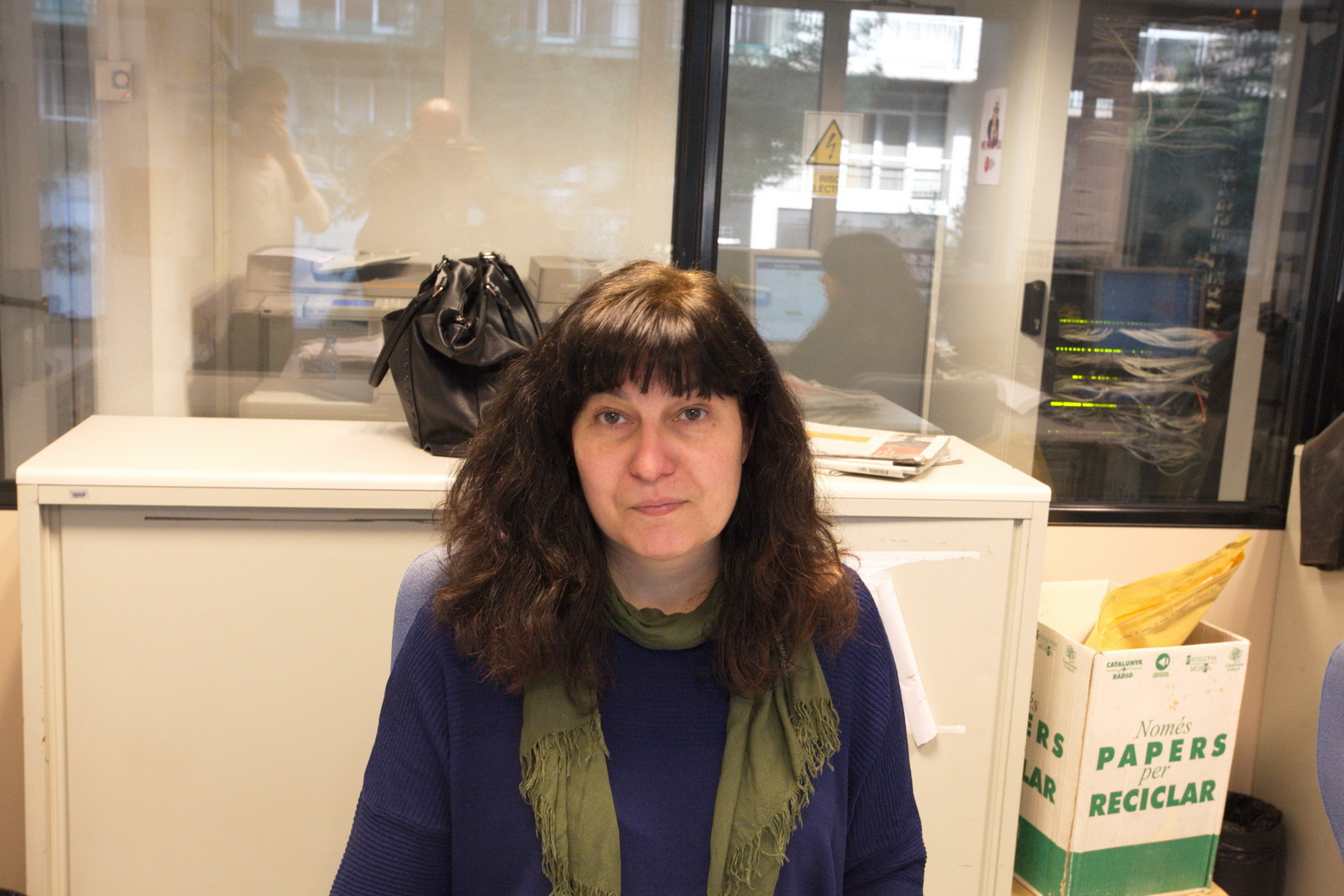
Pilar de Pedro
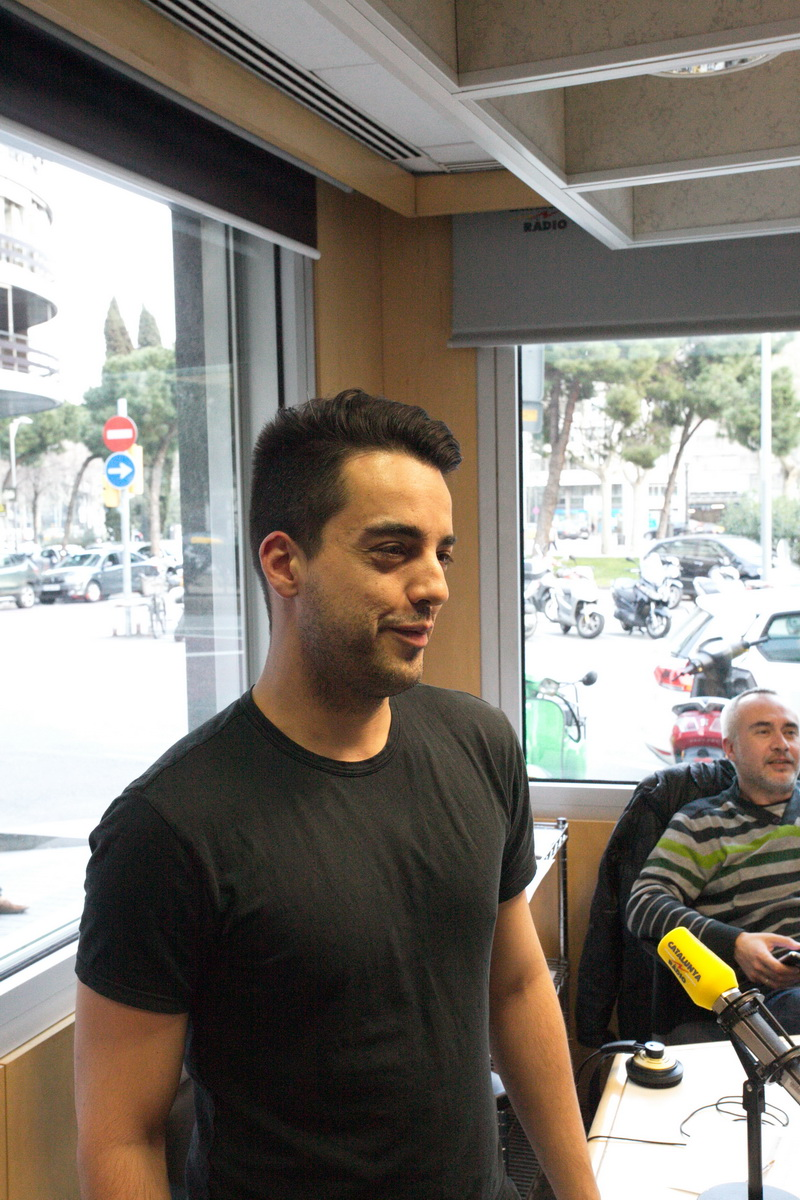
Xavi Rosiñol
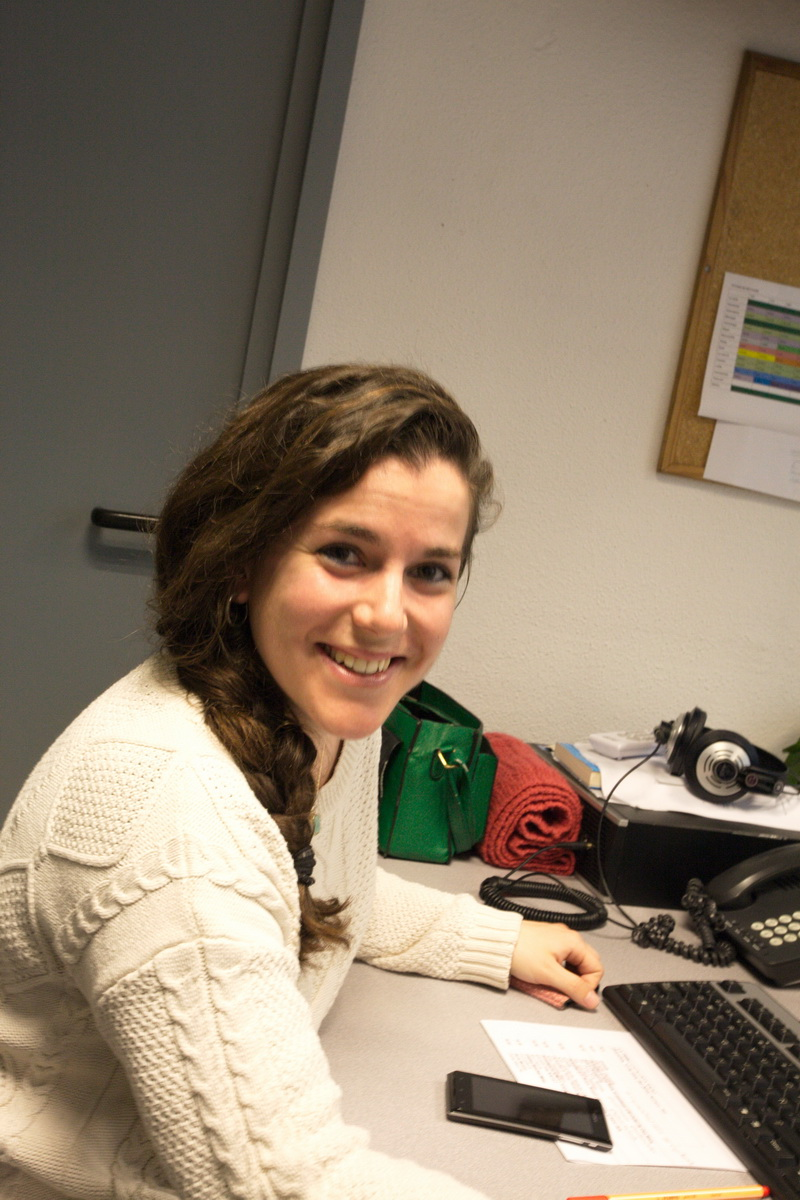
Col·laboradora

## Seccions i col·laboradors
Entre els col·laboradors de les primeres temporades, trobem a Guillem Sans, que comentava curiositats de la Història; un debat amb posicions confrontades, en el que l'audiència decidia qui havia estat el guanyador, entre els periodistes Cristian Segura i Eduard Voltas; en Roger de Gràcia, que presentava 10 coses que calia saber sobre un tema; en Sergi Vives que presentava diàriament l'espai "Alguna pregunta més?", acompanyat els dimecres per l'"Homo APM" (Manel Piñero); la Laura Duran, que realitzava experiències de tota mena a l'espai "Cargol Duran"; "el cronista de la ciutat" Lluís Permanyer, que comentava algun fet que li hagués cridat l'atenció de la ciutat de Barcelona; i el resum setmanal fet pel Modernet de Merda.

### Actuals
Els col·laboradors del programa el 2015 són els següents:

#### APM?
Xavi Cazorla i Jordi Asturgó fan la versió radiofònica del programa de televisió Alguna Pregunta Més?.

#### Maiol Roger Homs
El periodista Maiol Roger repassa l'actualitat política de la setmana.

#### Carles Torrecilla
El professor d'ESADE Carles Torrecilla realitza consells per organitzar-se econòmicament.

#### Nandu Jubany
El cuiner Nandu Jubany presenta els millors productors gastronòmics de Catalunya.

#### Cristina Sánchez Miret
La sociòloga Cristina Sánchez Miret ajuda a entendre la societat.

#### Santi Villas
Santi Villas portà els secrets del món televisiu.

#### Dani Jiménez
El científic Dani Jiménez portà les notícies científiques de la setmana.

#### Lambies, Nopca i Barcon
Josep Lambies és periodista de la revista "Time Out"; Jordi Nopca, del diari "Ara", i Montse Barcon, de Catalunya Ràdio. Tots tres fan les propostes culturals pel cap de setmana.

#### Sílvia Soler
L'escriptora Sílvia Soler explica cada setmana la vida dels personatges de la setmana.

#### Iu Forn
El periodista Iu Forn portà els errors, incoherències o manipulacions dels mitjans de comunicació.

#### Jaume Creixell
El mític ex-entrenador del futbol català Jaume Creixell i Barnada comenta cada divendres l'actualitat del Barça amb l'ajuda de Laia Tudel i Francesc Garriga.

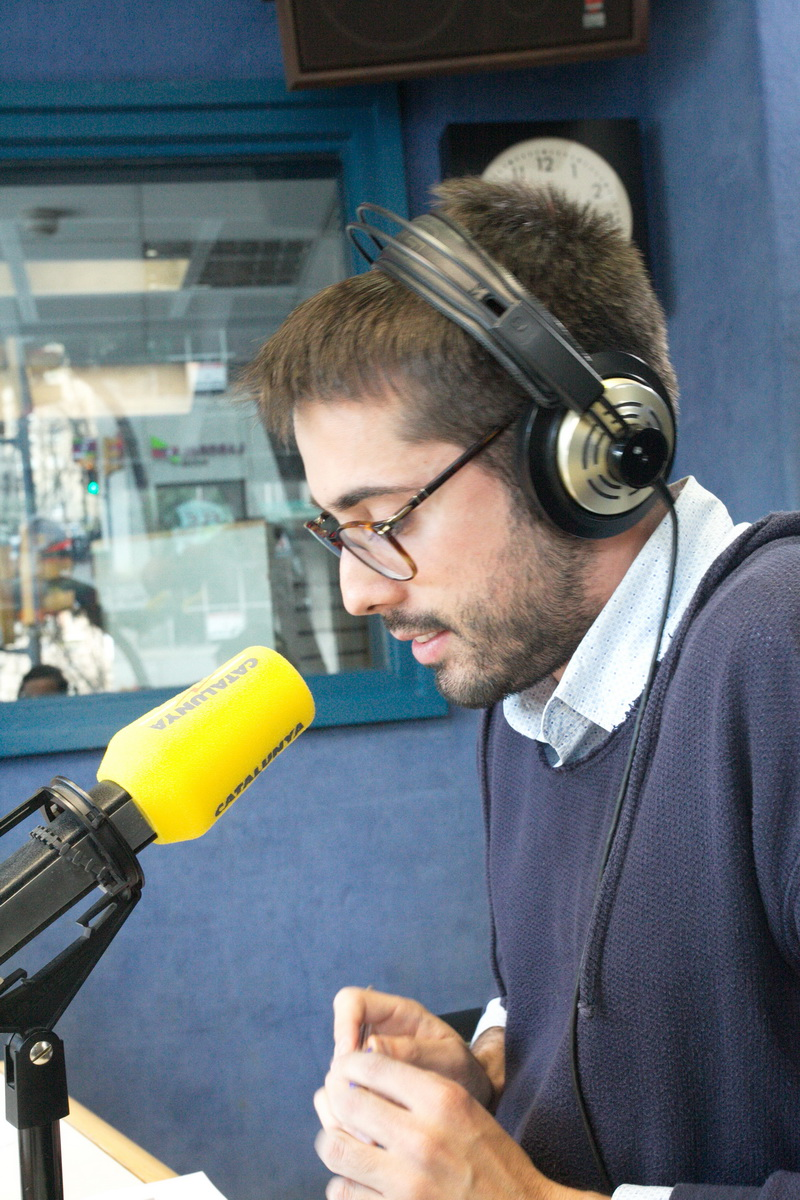
Jordi Asturgó
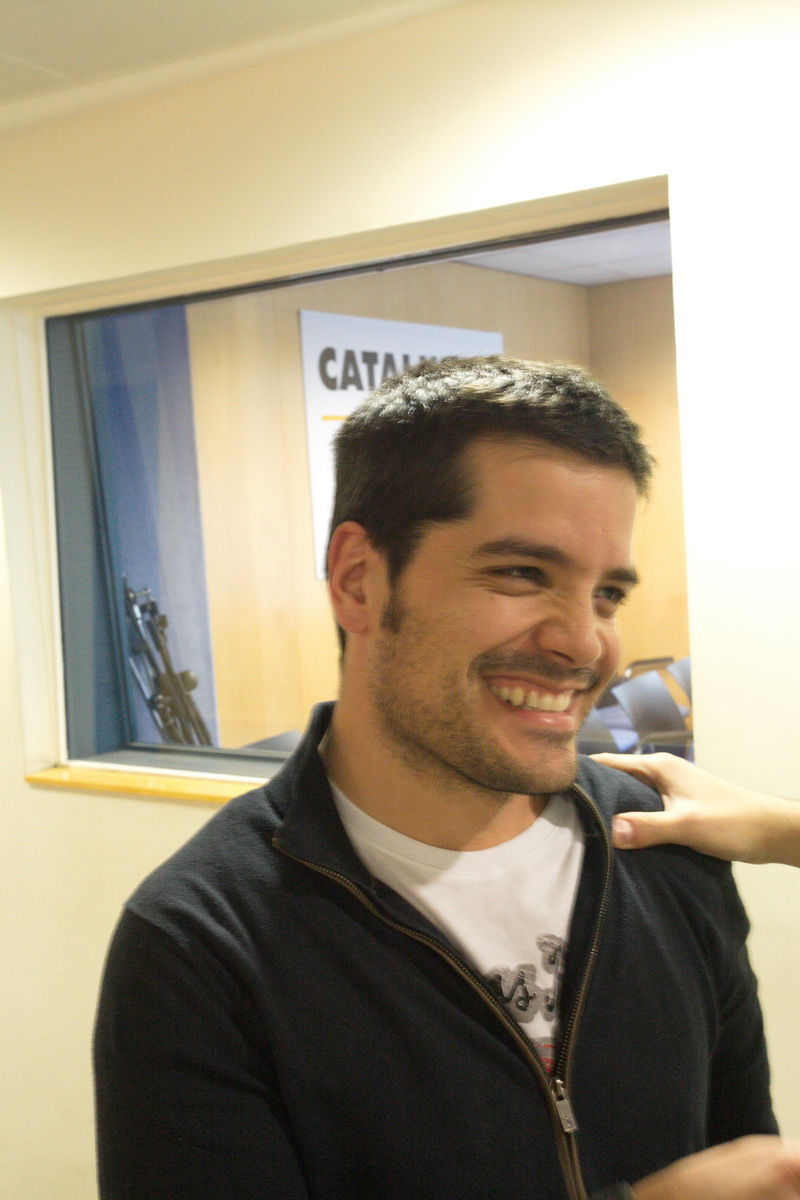
Xavi Cazorla
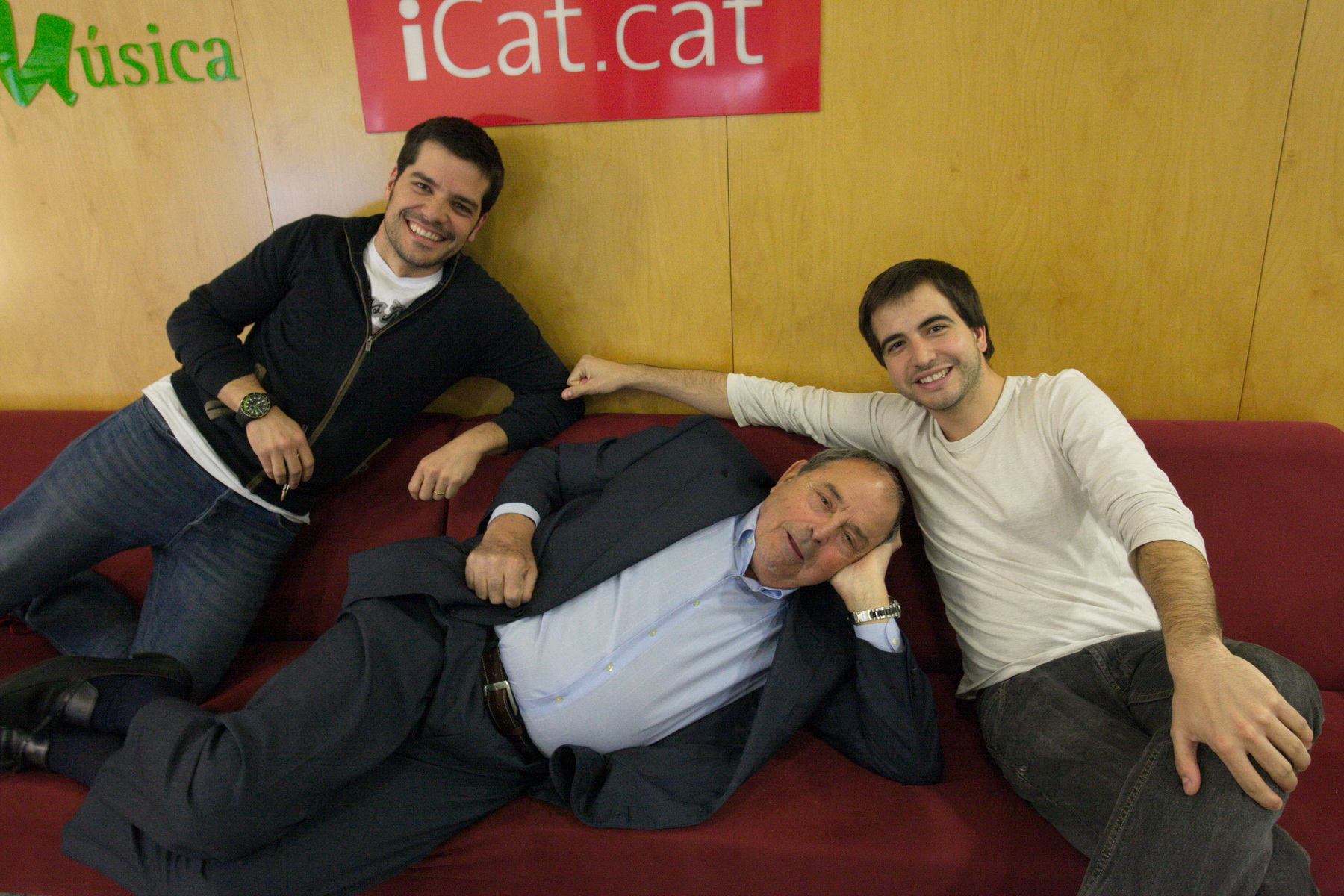
Xavi Cazorla, Jaume Creixell i Ricard Ustrell, esperant per a entrar en antena
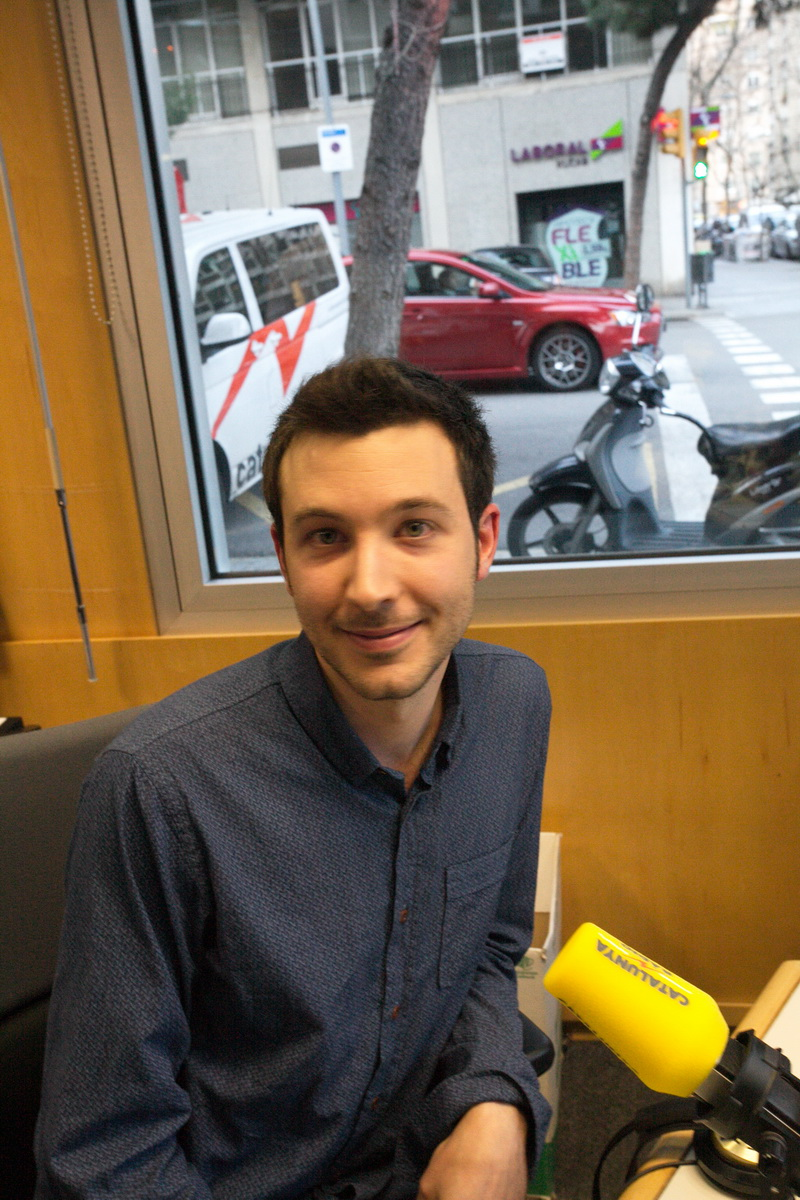
Josep Lambies
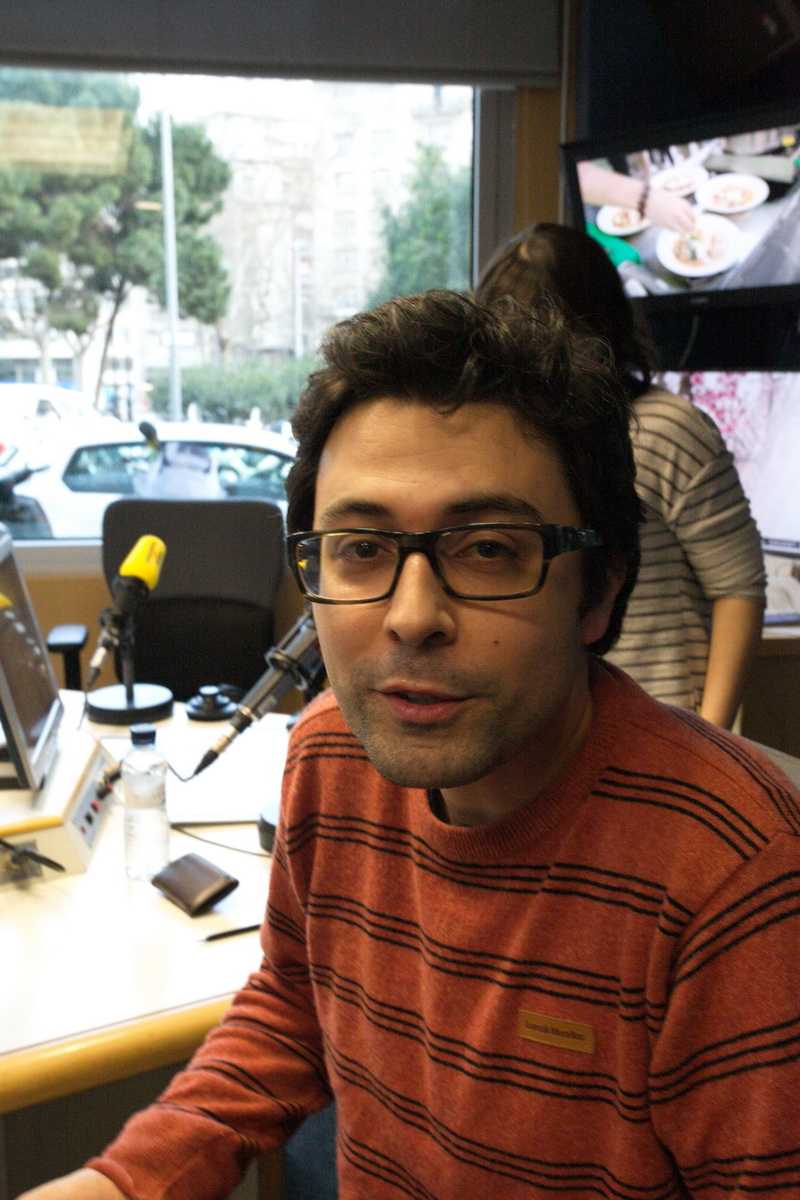
Jordi Nopca
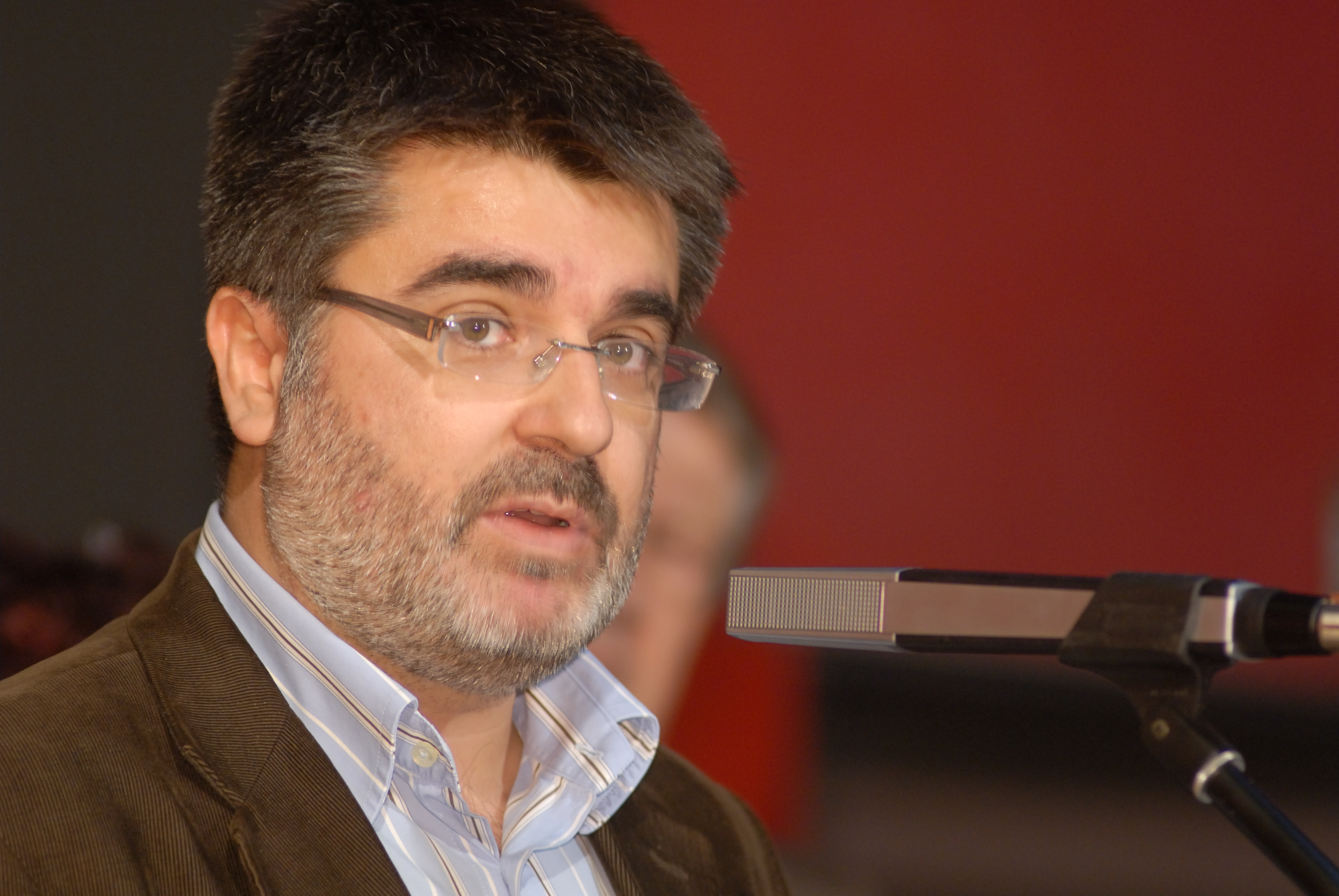
Eduard Voltas